# Чжан Гоцин
Чжан Гоцин (кит. 张国清; род. в августе 1964 года, Лошань, провинция Хэнань) — китайский политик, третий по рангу вице-премьер Государственного совета КНР (с 2023 года).
Член Политбюро ЦК Коммунистической партии Китая 20-го созыва (с 2022 года). Член ЦК КПК 19 и 20-го созывов.
Ранее секретарь Ляонинского комитета КПК (2020—2022), мэр Чунцина (2016—2018), мэр муниципалитета центрального подчинения Тяньцзинь (2018—2020). Прежде занимал должность исполнительного директора многопрофильного холдинга China North Industries Group Corporation.
Доктор экономических наук университета Цинхуа.

## Биография
Родился в августе 1964 года в городе Линшань уезда Лошань, провинция Хэнань. Изучал электротехнику в Чанчуньском институте оптической механики (ныне Чанчуньский политехнический университет), окончив его в 1985 году. После института получил степень магистра Нанкинского университета науки и технологий в области международной торговли.
По окончании университета начал работу менеджером проектов в China North Industries Group Corporation (Norinco), затем был командирован в филиалы корпорации на Ближнем Востоке, в том числе некоторое время работал в тегеранском подразделении. В 1996 году Чжан Гоцин занял пост вице-президента Norinco, спустя два года став первым секретарём комитета Коммунистической партии Китая в корпорации. В апреле 2004 года был назначен на должность исполнительного директора холдинга, в это же время получив докторскую степень по экономике в университете Цинхуа. С сентября по ноябрь 2001 года прошёл курс по исполнительному менеджменту в Гарвардской школе бизнеса.
В 2007 году Чжан Гоцин назначен заместителем члена Центрального комитета КПК 17-го созыва, в возрасте 42 лет став одним из самых молодых членов ЦК. В 2012 году избран постоянным членом ЦК КПК 18-го созыва, и в том же году корпорация Norinco впервые вошла в список Fortune Global 500 крупнейших мировых компаний.
В апреле 2013 года Чжан Гоцин впервые занял политическую должность, будучи назначенным заместителем главы КПК Чунцина, три месяца спустя также получил пост президента Чунцинской партийной школы. Вместе Ма Синжуем был единственным заместителем руководителя партии провинциального уровня в ранге члена ЦК КПК 18-го созыва. В декабре 2016 года назначен исполняющим обязанности мэра Чунцина.
В декабре 2017 года получил пост заместителя секретаря КПК Тяньцзиня, в январе следующего года перейдя на должность мэра.
1 сентября 2020 года назначен на должность секретаря комитета Коммунистической партии Китая провинции Ляонин.
В октябре 2022 года Чжан Гоцин вошёл в состав Политбюро ЦК КПК 20-го созыва.
12 марта 2023 года на 5-м пленарном заседании 1-й сессии Всекитайского собрания народных представителей 14-го созыва утверждён в должности третьего по рангу вице-премьера Государственного совета КНР в кабинете премьера Ли Цяна.